# Kludenbach
Kludenbach ist eine Ortsgemeinde im Rhein-Hunsrück-Kreis in Rheinland-Pfalz. Sie gehört der Verbandsgemeinde Kirchberg (Hunsrück) an.

## Geographie
Kludenbach liegt am Oberlauf, Binger Bach, des Kyrbachs auf der zentralen Hunsrück-Hochfläche. Die Bundesstraße 421 verläuft östlich, die Bundesstraße 327 nördlich des Ortes.

## Geschichte
Vor- und frühgeschichtliche Grabhügel finden sich südlich von Kludenbach unmittelbar an der Gemarkungsgrenze zu Metzenhausen. Die erstmalige Erwähnung erfolgte 1173 in einer Schenkungsurkunde des Klosters Springiersbach (Ritter Richard von Clodenbach). Der Name leitet sich von einem althochdeutschen Personennamen *Klodo ab.
Die Grafen von Sponheim hatten einen Hof zu Kludenbach. Es gab auch Zehntrechte der Grafen von Sponheim und der Ritter von Wildberg. Auch das Kloster Ravengiersburg war hier begütert. Um das Jahr 1310, nach neueren Erkenntnissen des Landeshauptarchiv Koblenz wohl 1330–1335, wird der Ort unter dem Namen Cludinbach im Sponheimischen Gefälleregister der Grafschaft Sponheim erwähnt. Eine frühe Wüstung Lampenrode lebt noch im Namen der Lampertsmühle weiter.
Mit der Besetzung des linken Rheinufers 1794 durch französische Revolutionstruppen wird der Ort französisch, 1815 wird er auf dem Wiener Kongress dem Königreich Preußen zugeordnet.
Ein Abbau von Eisenerz östlich der B 421 erfolgte im 19. Jahrhundert.
Seit 1946 ist der Ort Teil des damals neu gegründeten Landes Rheinland-Pfalz.

## Ortsbeschreibung
Der Ort wird dominiert vom Gemeindehaus, das mit seinem kleinen Zwiebelturm und Glocke an eine Dorfkirche erinnert. Im traditionell katholischen Ort gibt es nur sehr wenige Evangelische Gläubige. Heute werden die Katholiken vom Kloster Ravengiersburg aus betreut.
Früher gab es beim Ort zwei Mühlen, die obere Mühle, die Lambertsmühle am Bingerbach, wurde auch von Kappeler Bauern beschickt. Ihr wurde in einem zweiten Mühlengraben am Hang entlang auch Wasser des erst unterhalb dem Binger Bach zufließenden Rielser Bachs zugeführt.
Unterhalb Kludenbachs liegt die Kludenbacher Mühle. Ab hier trägt der Bach den Namen Brühlbach. Beide Mühlen werden heute als Wohnhäuser genutzt. Bach, Mühlen und frühere Grundbesitzer haben ihren Niederschlag im Ortswappen gefunden.

## Politik

### Bürgermeister
Leon Mähringer-Kunz ist seit dem 1. Januar 2023 Ortsbürgermeister von Kludenbach.
Der Vorgänger von Mähringer-Kunz, Walter Kuhn, hatte das Amt seit 1989 inne. Zuletzt wurde er am 25. Juni 2019 durch den Gemeinderat für weitere fünf Jahre wiedergewählt, da bei der Kommunalwahl am 26. Mai 2019 kein Kandidat angetreten war. Am 9. Mai 2022 kündigte Kuhn jedoch an, sein Amt zum 31. Dezember 2022 vorzeitig niederzulegen, wodurch eine Neuwahl erforderlich wurde.

### Wappen
| Wappen von Kludenbach | Blasonierung: „Schräglinks geteilt, vorne in Rot über einem silbernen Wellenbalken ein achtspeichiges goldenes Mühlrad, hinten von Blau und Gold geschacht, belegt mit einer Abtskrümme rot-silber wechselnd.“ |
| Wappen von Kludenbach | Wappenbegründung: Das Schach von Blau und Gold weist auf die ehemalige Zugehörigkeit zur Grafschaft Sponheim hin. Das Rad erinnert an die beiden Mühlen, die früher auf der Gemarkung betrieben wurden, und der Wellenbalken gibt einen Hinweis auf das Grundwort -bach im Ortsnamen. Der Krummstab nimmt Bezug auf das Kloster Ravengiersburg, das in Kludenbach sieben Lehen besaß. |

## Persönlichkeiten
- Horst Gehann, (1928–2007, lebte zuletzt und verstarb in der Lambertsmühle), Dirigent, Komponist, Konzertorganist, Cembalist und Musikverleger, sein Verlag besteht hier weiter.